# Linda Züblin
Linda Züblin, född 21 mars 1986, är en sjukampare från Schweiz. Hon slutade på 17:e plats i damernas sjukamp vid VM 2007 och 16:e plats vid VM 2009. Vid OS 2008 slutade hon på 30:e plats.